# Acropora reticulata
Espèce
Acropora reticulata est une espèce de coraux appartenant à la famille des Acroporidae.